# Lavasoft
 (avril 2008).
Si vous disposez d'ouvrages ou d'articles de référence ou si vous connaissez des sites web de qualité traitant du thème abordé ici, merci de compléter l'article en donnant les références utiles à sa vérifiabilité et en les liant à la section « Notes et références ».
Lavasoft est un éditeur de logiciel créé en 1999 et dont le siège social était situé à Göteborg, en Suède. Lavasoft produit l'anti-virus et anti-spyware Adaware qui a été téléchargé près de 300 millions de fois[réf. nécessaire]. L'entreprise compte 4 000 partenaires dans 120 pays.[réf. nécessaire]
En 2011, Lavasoft a été racheté par le fond Solaria. Cet achat est lié à une controverse.